# Paradecetia
Paradecetia is een geslacht van vlinders van de familie Uraniavlinders (Uraniidae), uit de onderfamilie Epipleminae.

## Soorten
- P. albistellaria Walker, 1862
- P. myra Swinhoe, 1902
- P. rufescens Butler, 1880
- P. vicina Swinhoe, 1902